# 前242年
| 千纪： | 前1千纪 |
| 世纪： | 前4世纪 \| 前3世纪 \| 前2世纪                                                                                         |
| 年代： | 前270年代 \| 前260年代 \| 前250年代 \| 前240年代 \| 前230年代 \| 前220年代 \| 前210年代                               |
| 年份： | 前247年 \| 前246年 \| 前245年 \| 前244年 \| 前243年 \| 前242年 \| 前241年 \| 前240年 \| 前239年 \| 前238年 \| 前237年 |
| 纪年： | 齊王建二十三年 趙悼襄王三年 魏景湣王元年 韓桓惠王三十一年 秦王政五年 楚考烈王二十一年 衛元君十年 燕王喜十三年         |

## 大事记
1. 秦蒙驁伐魏，取酸棗、燕、虛、長平、雍丘、山陽等二十城；初置東郡。
2. 初，劇辛在趙與龐煖善，已而仕燕。燕王喜見趙數困於秦，廉頗去而龐煖為將，欲因其敝而攻之，問於劇辛，對曰：「龐煖易與耳。」燕王使劇辛將而伐趙。趙龐煖御之，殺劇辛，取燕師二萬。